# Josaia Raisuqe
Pas d'image ? Cliquez ici

a Compétitions nationales et continentales officielles uniquement.

b Matchs officiels uniquement.
Josaia Raisuqe, né le 22 juillet 1994 à Lutu dans la province de Naitasiri (Fidji) et mort le 8 mai 2025 à Saïx (Tarn, France), est un joueur fidjien de rugby à XV et à sept. 
Lors de sa carrière professionnelle de rugby à XV, il évolue au poste d'ailier ou de troisième ligne aile avec les clubs du Stade français, de l'USON Nevers et du Castres olympique.

## Biographie

### Jeunesse et formation
Né dans le village de Lutu dans la province de Naitasiri, Josaia Raisuqe découvre le rugby à cinq ou six ans et commence à jouer à 9 ans. Son oncle joue avec l'équipe des Fidji de rugby à XV et à sept.

### Début de carrière professionnelle au Stade français Paris
En 2015, Josaia Raisuqe s'engage avec le Stade français Paris,,. Puis en 2016, il prolonge son contrat d'un an avec le club de la capitale. Néanmoins, il est licencié pour faute grave en 2017 après avoir été placé en garde à vue « pour « violence volontaire en état d'ivresse » et « agression sexuelle » ».

### Arrivée à Nevers en Pro D2
Pour la saison 2017-2018, Josaia Raisuqe signe à l'USON Nevers,,. Le jeudi 8 janvier 2021, après une victoire à l'AS Béziers, euphorique, il brandit l'arbitre tel un trophée après que ce dernier a refusé un essai à l'équipe locale juste après la sirène, qui leur aurait permis de remporter le match. Il écope d'un carton rouge, le cinquième de sa carrière.

### Vice-champion de France avec Castres
Capable de marquer jusqu’à 15 essais dans une saison comme en 2018-2019, Josaia Raisuqe est recruté par le  Castres olympique en 2021 où il signe un contrat. Flairant le bon coup, le club sud-tarnais est persuadé d’une possible rédemption. Lors de la saison 2021-2022, avec Castres leader du Top 14, il est finaliste du championnat de France au stade de France contre le Montpellier Hérault Rugby (29-10).
En vue de la saison 2025-2026, le Fidjien signe un pré-contrat de deux ans avec le CA Brive managé par Pierre-Henry Broncan, son ancien entraîneur du Castres olympique.

### Mort et hommage

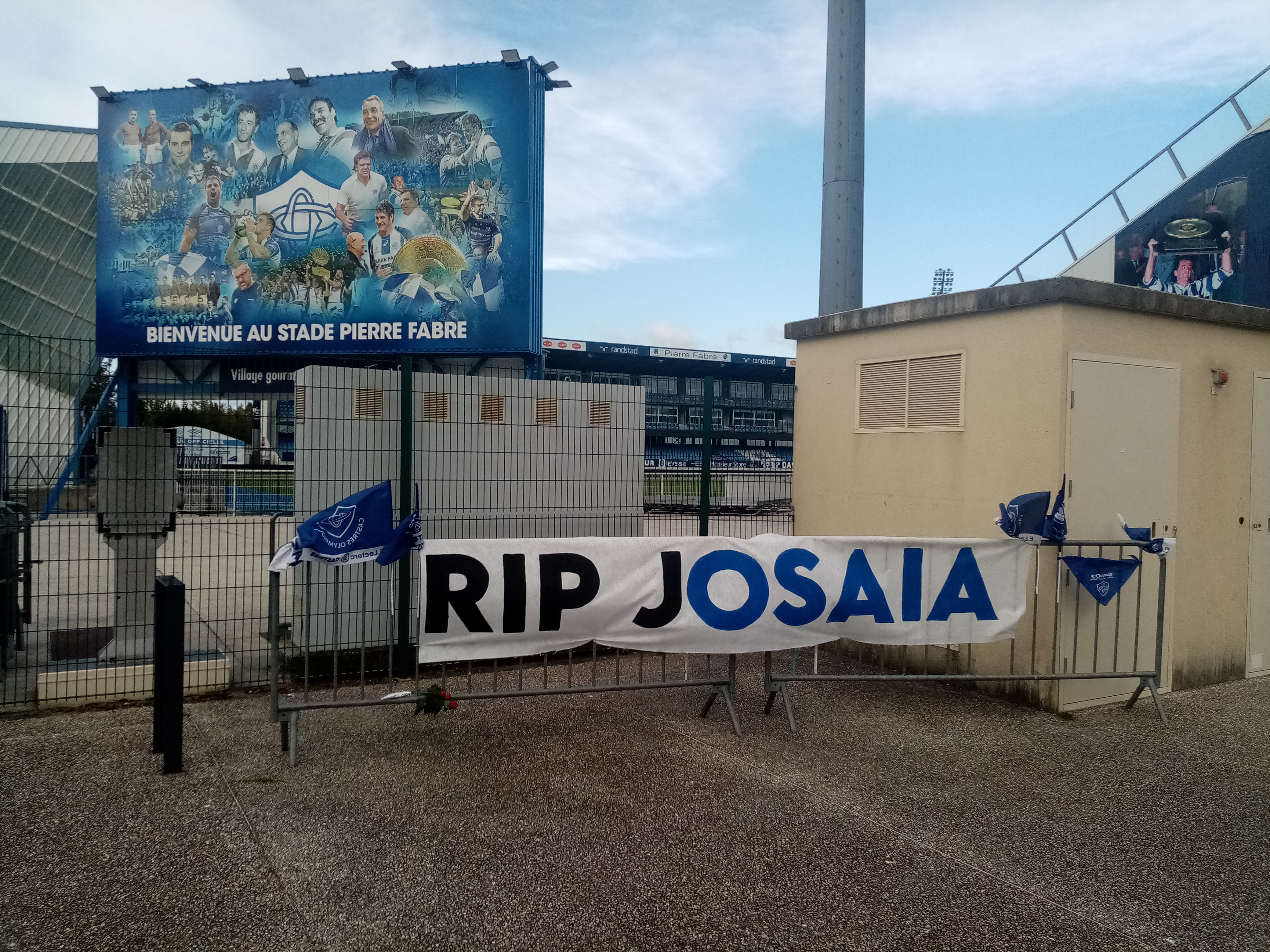
Hommage à Josaia Rasuqe en 2025 au stade Pierre-Fabre.

Josaia Raisuqe meurt le 8 mai 2025 à l'âge de 30 ans à la suite d'un accident de la route, son véhicule étant percuté par un train sur un passage à niveau à Saïx, à côté de Castres (Tarn), alors qu'il se rendait à un entraînement du Castres olympique,.
Le 10 mai, au stade Pierre-Fabre, un hommage solennel est rendu par le président du CO Pierre-Yves Revol, sa famille, ses coéquipiers et anciens partenaires comme Pierre-Henry Broncan et Filipo Nakosi, les joueurs fidjiens Vilimoni Botitu, Leone Nakarawa, Adrea Cocagi, en présence de 1500 supporters, accompagné de chants traditionnels du Pacifique et d'un lâcher de ballons. 
Avant cela, Josaia Rasuqe porte pour la dernière fois le maillot du Castres olympique lors du derby contre le Stade toulousain, au Stadium, le 26 avril.

## Affaire judiciaire
En juin 2020, Josaia Raisuqe est condamné à six mois de prison avec sursis et 3 000 € d'amende à la suite de l'agression sexuelle perpétrée en 2017.

## Palmarès

### En club
- Championnat de France de Top 14 : 
  - Finaliste : 2022 avec le Castres olympique.

### En équipe nationale à sept
- Médaille d'argent aux Jeux olympiques d'été en 2024.